# 骨架 (外壳)
骨架(skeleton)在物體內部起支撐作用的架子。用於大型物體，如船、飛機等，為支承外殼板并保證強度和剛性，用鋼或別種材料構成的格子形框架。

## 材質
- 鋁合金：價錢便宜，不會銹蝕，可以粉體烤漆，材料本身較軟，不適用在覆蓋玻璃，但在以往的PC板採光罩很多都是用鋁合金材質。
- 不銹鋼：質地較硬，給人感覺比較冰冷，而且時間一久，也有可能產生許多水銹，就算加以粉體烤漆，因本身毛細孔較小，顏色也會比較容易剝落
- H型鋼：以所有的材質而言，可以說是載重承受力最高的材料，但H鋼較為粗重
- 南方松：美觀，不過要注意是否有腐蝕，或是有發生蟲蛀蝕的情形